# André Poncet
Pour les articles homonymes, voir Poncet.
André Poncet, né le 30 juillet 1755 à Pesmes (Haute-Saône) et mort le 23 juillet 1838 à Montmirey-le-Château (Jura), est un général français de la Révolution et de l’Empire.

## Biographie
En 1771, à 16 ans, il commence sa carrière militaire comme simple grenadier au Régiment d'Infanterie d'Auvergne avec lequel il participe à la campagne d'Amérique. Il se distingue à Bataille de Yorktown.
Nommé adjudant au retour de son régiment en France, sous-lieutenant le 15 avril 1788, il est promu au grade de capitaine au 18e régiment d'infanterie le 2 mai 1792. Ses talents militaires et son courage l'ayant fait mettre plusieurs fois à l'ordre du jour de l'armée, il devient général de brigade à l'armée du Nord le 19 mars 1794. Sa belle conduite à la bataille de Fleurus le 26 juin 1794, où il est atteint d'un éclat d'obus, lui vaut le 11 octobre, le grade de général de division. Employé dans l'armée de Sambre-et-Meuse, il se trouve au siège de Maastricht en octobre 1794, et en 1796 il commande pendant quelque temps la place de Luxembourg.
Mais à Coblence en octobre 1796, il est sanctionné pour des frais de table exagérés : il est admis au traitement de réforme le 3 mars 1797, et mis à la retraite en août 1811. Il s'installe à Pesmes, sa ville natale, dont il devient maire.
En 1814, une altercation avec le général autrichien Wimpfen de l'armée d'occupation le conduit devant le conseil de guerre. Il est condamné à mort, mais l'intervention de sa femme lui sauve la vie. Il est exilé en Hongrie. Il y reste prisonnier cinq mois à Château de Palanok (Moukatchevo, aujourd'hui Ukraine).
De retour en France, il se retire de la vie publique et s'installe à Montmirey-le-Château où il meurt le 23 juillet 1838.

## Distinction

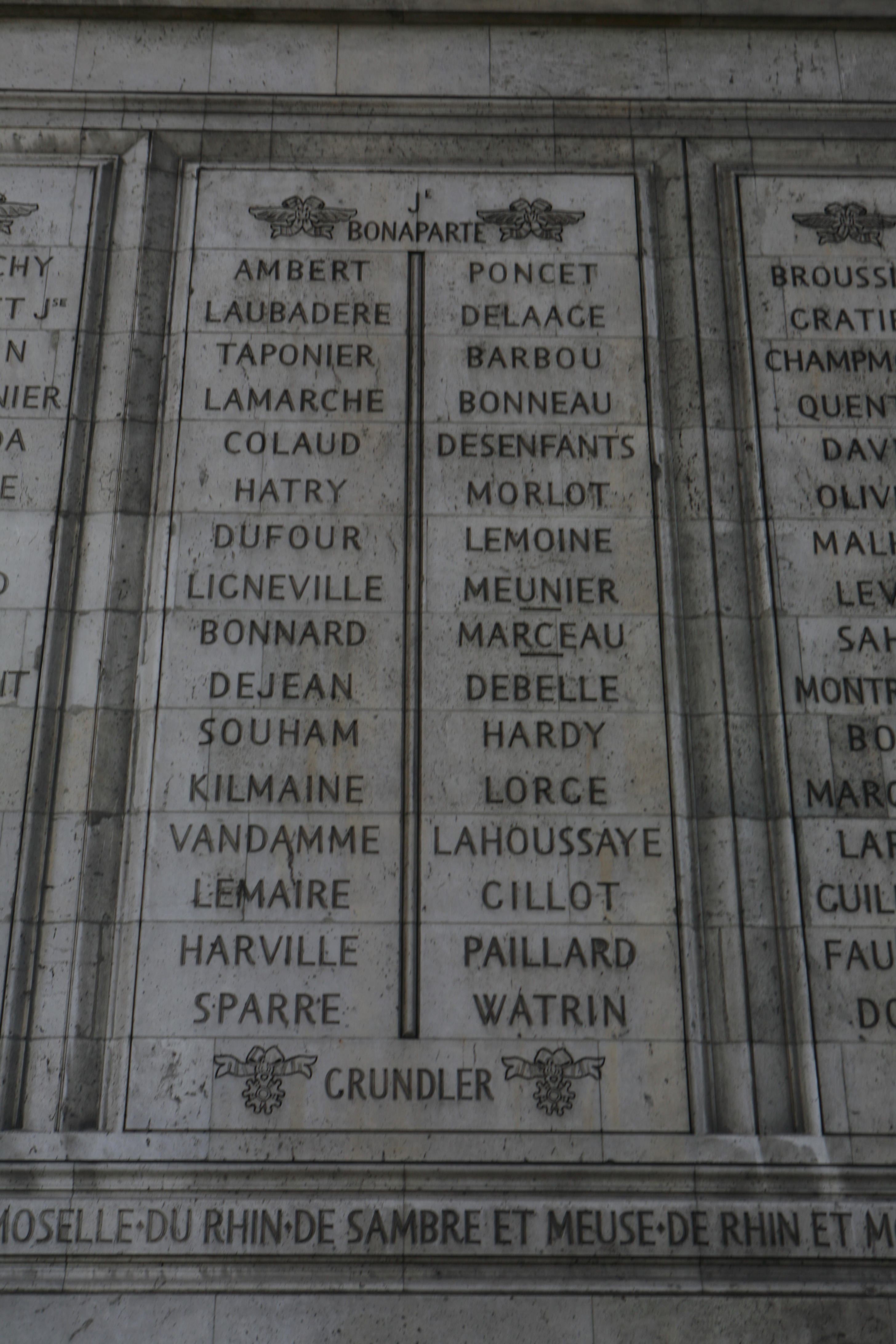
Noms gravés sous l'arc de triomphe de l'Étoile : pilier Nord, 5e et 6e colonnes.

- Il fait partie des 660 personnalités à avoir son nom gravé sous l'arc de triomphe de l'Étoile. Il apparaît sur la 6e colonne (l’Arc indique PONCET).